# دنيس فيلانويفا
دنيس فيلانويفا (28 أبريل 1992 بروما في إيطاليا - ) هو لاعب كرة قدم فلبيني في مركز الوسط. شارك مع منتخب الفلبين لكرة القدم. أما مع النوادي، فقد لعب مع نادي غلوبال وأوستيا ماري 1945 ‏.

## وصلات خارجية
- دنيس فيلانويفا على موقع قاعدة بيانات كرة القدم.إي يو (الإنجليزية)
- دنيس فيلانويفا على موقع ناشيونال فوتبول تيمز (الإنجليزية)
- دنيس فيلانويفا على موقع Soccerway.com (الإنجليزية)
- دنيس فيلانويفا على موقع عالم كرة القدم.نت (الإنجليزية)